# Wilhelm Gustaf Billmanson

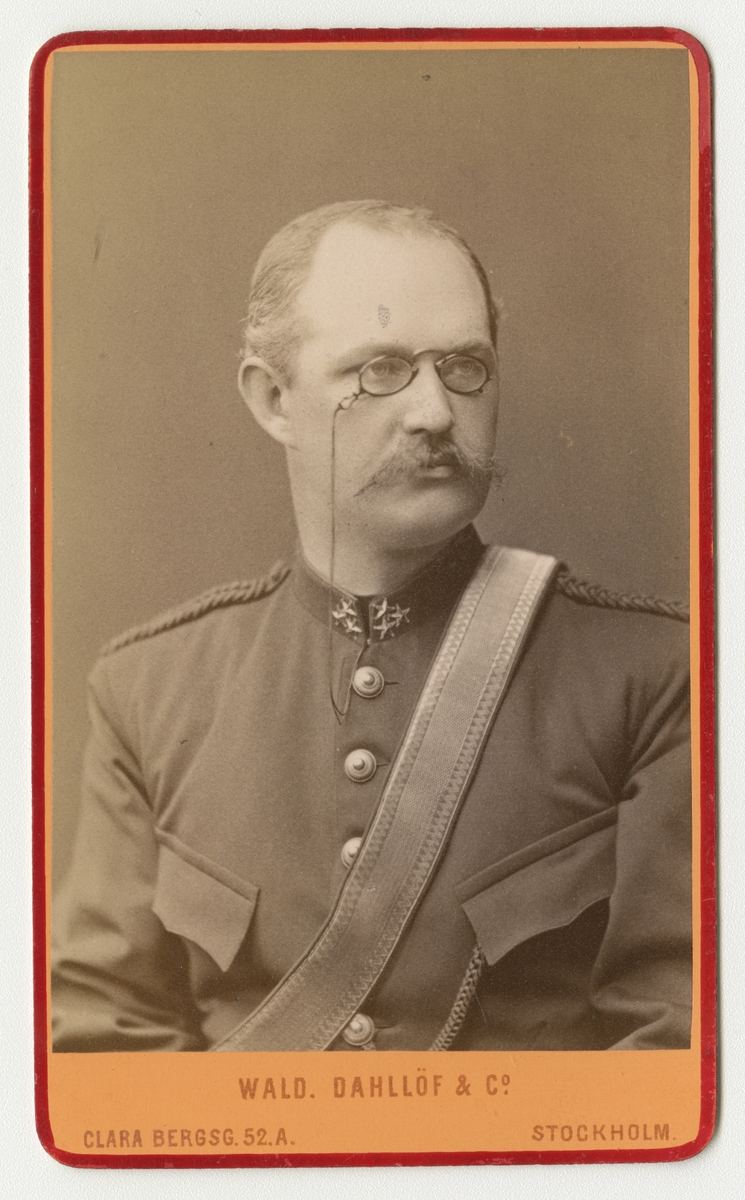
Porträtt av Wilhelm Gustaf Billmanson, kapten vid Göta artilleriregemente.

Wilhelm Gustaf Billmanson, född 10 februari 1845 på Limsta säteri, Kila socken, Västmanland, död 4 november 1891 i Stockholm, var en svensk militär och fackboksförfattare.
Han var son till majoren och godsägaren Johan Adolf Billmanson och Elisabeth Charlotta Karsten (1814-1891) samt från 1885 gift med Hedvig Carolina Abelin (1852-1931) som var dotter till professorn Hjalmar August Abelin (1817-1893). Han var bror till Ivan Feodor Billmanson (1836-1872), Per Richard Billmanson (1835-1918) och Adolf Billmanson (1839-1914).
Billmanson studerade vid Krigshögskolan 1870-1872 och var sekreterare i fältartilleriets exercisreglementskommitté 1875-1876. Han var lärare i vapenlära vid Krigsskolan 1876-1881 och kompanichef vid Krigsskolan 1881-1886. Han var överstelöjtnant i generalstaben 1886 och tillförordnad stabschef för kavalleriinspektionen 1887 samt stabschef vid 5. militärdistriktet 1888 och chef för krigshögskolan 1891.